# Semiothisa acepsimaria
Semiothisa acepsimaria är en fjärilsart som beskrevs av William Schaus 1923. Semiothisa acepsimaria ingår i släktet Semiothisa och familjen mätare. Inga underarter finns listade i Catalogue of Life.